# Heterotropa albescens
Heterotropa albescens là một loài thực vật có hoa trong họ Aristolochiaceae. Loài này được (F. Maek. & Akas.) Akas. mô tả khoa học đầu tiên năm 1987.